# Mauricio Saucedo
Mauricio Saucedo Guardia (Santa Cruz de la Sierra, 14 agosto 1985) è un calciatore boliviano, centrocampista della Clube Atlético Bragantino.

## Palmarès

### Club

#### Competizioni nazionali
- Campionato boliviano: 2

San José: Clausura 2007
Oriente Petrolero: Clausura 2010